# Кубок Латвії з футболу 2005
Кубок Латвії з футболу 2005 — 64-й розіграш кубкового футбольного турніру в Латвії. Титул втретє поспіль здобув Вентспілс.

## Календар
| Раунд        | Дата               | Матчі | Клуби   |
| ------------ | ------------------ | ----- | ------- |
| Перший раунд | 7-8 травня 2005    | 13    | 44 → 31 |
| Другий раунд | 14-15 травня 2005  | 7     | 31 → 24 |
| Третій раунд | 27-29 травня 2005  | 8     | 24 → 16 |
| 1/8 фіналу   | 9-11 червня 2005   | 8     | 16 → 8  |
| 1/4 фіналу   | 28-29 червня 2005  | 4     | 8 → 4   |
| 1/2 фіналу   | 10-11 вересня 2005 | 2     | 4 → 2   |
| Фінал        | 25 вересня 2005    | 1     | 2 → 1   |

## Перший раунд
| Команда 1                 | Рахунок | Команда 2              |
| ------------------------- | ------- | ---------------------- |
| 7-8 травня 2005           |         |                        |
| Варавішкне (Лієпая) (3)   | 2:0     | Лінде-Н (Кулдіга) (3)  |
| Тосмарес КБ (Лієпая) (3)  | 0:2     | Міку/УПТК (Лієпая) (3) |
| Тервете (Добеле) (3)      | 0:5     | Салдус/Броцени (3)     |
| Вентеко (Рига) (3)        | 4:2     | Енкурс/РТУ (Рига) (3)  |
| Іманта (Рига) (4)         | 0:7     | Тукумс 2000 (3)        |
| Оланія/AB.LV (Олайне) (3) | 1:4     | Офрісс (Рига) (3)      |
| Айзкраукле (4)            | 2:1     | Супер Нова (Рига) (4)  |
| Хемат (Рига) (3)          | 0:6     | Каугурі (Юрмала) (3)   |
| Лудза (3)                 | 0:3     | Кварц (Мадона) (3)     |
| Єкабпілс (3)              | 6:0     | Балву Вілкі (3)        |
| Алукснес (4)              | 1:3     | Стайцелес Бебрі (3)    |
| Ілуксте (3)               | 0:1     | Гулбене/Рубате (3)     |
| Абулс (Смілтене) (3)      | 3:5     | Плявіняс (3)           |

## Другий раунд
| Команда 1              | Рахунок        | Команда 2               |
| ---------------------- | -------------- | ----------------------- |
| 14-15 травня 2005      |                |                         |
| Міку/УПТК (Лієпая) (3) | 2:2 пен. 11:10 | Варавішкне (Лієпая) (3) |
| Салдус/Броцени (3)     | 1:3            | Вентеко (Рига) (3)      |
| Тукумс 2000 (3)        | 5:1            | Офрісс (Рига) (3)       |
| Айзкраукле (4)         | 2:3            | Каугурі (Юрмала) (3)    |
| Марко/ЛСПА (Рига) (3)  | 5:3            | Кварц (Мадона) (3)      |
| Стайцелес Бебрі (3)    | 6:4            | Єкабпілс (3)            |
| Гулбене/Рубате (3)     | 3:3 пен. 6:7   | Плявіняс (3)            |

## Третій раунд
| Команда 1                        | Рахунок      | Команда 2               |
| -------------------------------- | ------------ | ----------------------- |
| 27 травня 2005                   |              |                         |
| Каугурі (Юрмала) (3)             | 1:2          | Дижнавагі (Резекне) (2) |
| 28 травня 2005                   |              |                         |
| Міку/УПТК (Лієпая) (3)           | 2:6          | Ауда (Рига) (2)         |
| Зібенс/Земессардзе (Ілуксте) (2) | 1:3          | Сконто-2 (2)            |
| Валмієра (2)                     | +:-          | Вентеко (Рига) (3)      |
| 29 травня 2005                   |              |                         |
| Марко/ЛСПА (Рига) (3)            | 1:1 пен. 4:5 | Албертс (Рига) (2)      |
| Тукумс 2000 (3)                  | 0:3          | Діттон (Даугавпілс) (2) |
| ОСЦ/ФК33 (Огре) (2)              | 3:4          | Єлгава (2)              |
| Плявіняс (3)                     | 2:1 дч       | Стайцелес Бебрі (3)     |

## 1/8 фіналу
| Команда 1               | Рахунок      | Команда 2          |
| ----------------------- | ------------ | ------------------ |
| 9 червня 2005           |              |                    |
| Ауда (Рига) (2)         | 0:7          | Металургс (Лієпая) |
| Сконто-2 (2)            | 0:2          | Олімпс             |
| Дижнавагі (Резекне) (2) | 0:0 пен. 1:3 | Вентспілс          |
| 10 червня 2005          |              |                    |
| Албертс (Рига) (2)      | 0:2          | Рига               |
| Валмієра (2)            | 1:5          | Юрмала             |
| 11 червня 2005          |              |                    |
| Єлгава (2)              | 0:5          | Сконто             |
| Діттон (Даугавпілс) (2) | 0:4          | Вента (Кулдіга)    |
| Плявіняс (3)            | 0:8          | Дінабург           |

## 1/4 фіналу
| Команда 1          | Рахунок | Команда 2       |
| ------------------ | ------- | --------------- |
| 28 червня 2005     |         |                 |
| Олімпс             | 2:0     | Вента (Кулдіга) |
| 29 червня 2005     |         |                 |
| Юрмала             | 0:2     | Вентспілс       |
| Рига               | 1:2 дч  | Сконто          |
| Металургс (Лієпая) | 2:1     | Дінабург        |

## 1/2 фіналу
| Команда 1       | Рахунок | Команда 2          |
| --------------- | ------- | ------------------ |
| 10 вересня 2005 |         |                    |
| Олімпс          | 0:1     | Металургс (Лієпая) |
| 11 вересня 2005 |         |                    |
| Вентспілс       | 1:0     | Сконто             |

## Фінал
| 25 вересня 2005 |

| Вентспілс                 | 2:1 дч   | Металургс (Лієпая) |
| ------------------------- | -------- | ------------------ |
| Рімкус 99' Слєсарчук 111' | Протокол | Міцейка 94'        |

| Сконто, Рига Глядачів: 4 000 Арбітр: Роман Лаюкс |